# 海防站
海防站（越南语：／*/?）是越南的一座火车站，位于海防市吴权郡，河海铁路的终点，距河内站102公里。海防站始建于越南被法国殖民统治的法属印度支那时期，于1902年随滇越铁路建成通车而落成启用。